# Городской романс
Городско́й рома́нс (бытовой) — разновидность русского романса, бытовавшая как фольклор в России конца XIX — первой половины XX века. Основными отличительными признаками городского романса с литературной точки зрения являются конкретика в образах, ступенчатая композиция, представление лирического героя о самом себе, как о бывалом человеке, недостижимость объекта любви. С музыкальной точки зрения городской романс отличают гармонический минор и характерные для него шаблонные каденции и секвенции, включая «золотую секвенцию».
Истоки городского романса исследователи ищут в «высоком» русском романсе и в городском фольклоре второй половины XIX века, в том числе так называемом жестоком романсе. Более поздние формы городского романса испытали влияние цыганского романса, оперетты и клезмера.
Городской романс послужил почвой для развития блатной песни, его традиции также творчески развиваются в авторской песне. В XXI веке термин «городской романс», аналогично термину русский шансон, стал употребляться как эвфемизм для обозначения блатной песни.